# 聯合國軍撤出北韓
聯合國軍徹出北韓（英語：UN retreat from North Korea）是聯合國軍攻入北韓後，逼近鴨綠江，促使中華人民共和國介入戰爭。中國人民志願軍在10月底至11月初發動第一次進攻，因此聯合國軍於11月24日再次發動進攻，隨後因中國人民志願軍的第二階段進攻而全面撤退，直到在首爾南邊建立新的防線。